# Claude de Rohan
Claude de Rohan, né en 1479 et mort le 8 juillet 1540, est un homme d'Église français des XVe et XVIe siècles. Simple d'esprit, il est - malgré ce handicap -  évêque de Cornouaille de 1501 à sa mort en 1540.

## Biographie

### Origines et famille
Claude de Rohan est issu de la Maison de Rohan, l'une des plus anciennes et puissantes familles de la noblesse bretonne dont l'origine remonte au XIe siècle. Il est le fils du vicomte Jean II de Rohan, (1452 - 1516), l'un des plus puissants seigneurs de la Bretagne de la fin du XVe siècle; et de Marie de Bretagne, fille du duc François Ier de Bretagne et d'Isabelle d'Écosse. Il est le cinquième et dernier fils du couple qui aura cinq fils et deux filles.
À la mort de son frère Jacques de Rohan, en 1527, il intente un procès afin de pouvoir porter le titre de vicomte de Rohan et recueillir les biens attachés à cette qualité. Il perd ce procès en vertu du renoncement qu'il avait fait en entrant dans les ordres. Le titre de vicomte passe à sa sœur Anne (1485-1529), puis à son fils René Ier de Rohan.

### Évêque de Cornouaille (1501-1540)
Il est nommé évêque de Cornouaille le 25 juin 1501 à l'âge de 22 ans. Il n'est consacré que neuf ans plus tard, le 6 avril 1510. Comme il est simple d'esprit, Jean du Largez, abbé de Daoulas, administre le diocèse de Quimper de 1501 à 1518,. Quand l'incapacité de l'évêque de Cornouaille, est reconnue en octobre 1527, le roi de France  institue un conseil pour gérer ses biens, où l'on retrouve les officiers qui lui sont les plus dévoués. Claude de Rohan eut successivement pour coadjuteurs Jean de la Motte à partir de 1533, Louis du Cambout à partir de 1538 et Guillaume Eder à partir du 8 août 1539 qui lui succède à sa mort. Son  décès, survenu à Corlay le 8 juillet 1540, scelle la disparition de la branche aînée des Rohan.
Sa résidence, le palais épiscopal, qu'il fait construire à Quimper en 1510, figure parmi les édifices urbains les plus remarquables construits en Bretagne au début du XVIe siècle.

## Armoiries
| Blason | Blasonnement : De gueules à neuf macles d'or, posées 3, 3, 3. |